# Авігайла
Авіга́йла (у перекладі Хоменка), Авіґа́їл (у перекладі Огієнка) (івр. אֲבִיגַיִל, радість батька) — біблійна особа. Дружина Навала, багатого торговця, по його смерті дружина царя Давида. Вшанована на Поверсі спадщини.

## Біблійне оповідання
Історія Авігайли описана у 25 розділі Першої книги Самуїла. «Була ж це жінка з добрим розумом і з виду гарна, а чоловік був шорсткий і злющий». Давид із своїми людьми у той час були у пустелі та біля них паслися отари Навала і ніхто не наважувався у них щось забрати. За ці охоронні послуги Давид послав своїх слуг до Навала у Кармель, щоби той чимось їх віддячив: «…дай, прошу, твоїм слугам і твоєму синові Давидові, що маєш під рукою (1 Сам. 25:8)». Проте Навал накинувся словами на них і відмовив їм. Давид наказав озброїтися своїм воїнам та йти проти Навала. Авігайлі повідомив про те її слуга. Вона взяла «двісті хлібів, два бурдюки вина, п'ять зготованих овець, п'ять мірок праженого зерна, сто китиць родзинок і двісті фігових пирогів, наклала на ослів». Вона спустилась згори додолу та зустрілась із Давидом. Вона кинулась йому в ноги і попросила пробачення за свого чоловіка, дала подарунки та промовила:

| Прости, будь ласкав, вину твоїй слугині, бо Господь напевно спорудить моєму панові дім довготривалий, бо мій пан веде війни Господні, й несправедливости не знайти в тобі за ввесь час життя твого.Коли ж би хтось піднявсь тебе гонити чи то чигати на твоє життя, то нехай життя мого пана буде вв'язане в вузол живих у Господа, Бога твого, життя ж твоїх ворогів - нехай їх пращею геть кине. І коли Господь учинить моєму панові все те добро, про яке був говорив щодо тебе, й поставить тебе князем над Ізраїлем, то хай не буде моєму панові приводом до смутку й гризоти серця, що мій пан пролив кров безвинну й вчинив собі суд власною рукою. Коли ж Господь ущасливить мого пана, то ти згадай про твою слугиню |
Давид признав розум та красу цієї жінки і прийняв з її рук, що вона йому принесла. Навал у цей час святкував і був п'яний. Авігайла на другий день розповіла йому про цю пригоду. Коли вона оповіла йому, що сталось, серце його завмерло в ньому, і він став немов камінь. А через десять днів він вмер. Через деякий час вона стала дружиною царя Давида і народила йому Кілеава.